# Dryadella dressleri
Dryadella dressleri är en orkidéart som beskrevs av Carlyle August Luer. Dryadella dressleri ingår i släktet Dryadella och familjen orkidéer.
Artens utbredningsområde är Panamá. Inga underarter finns listade i Catalogue of Life.